# Vila Mimosa
Vila Mimosa se nachází v Křížíkově ulici 1319/6 ve vilové čtvrti Westend v Karlových Varech. Nechal si ji postavit v roce 1929 podle projektu vídeňského architekta Karla Ernstbergera karlovarský obchodník Leopold Zaschke.

## Historie
Parcelu naproti vile Schmidt v tehdejší Findlaterově ulici (dnes Křižíkově) zakoupil karlovarský obchodník, majitel drogerie z Nádražní ulice č. 151 Leopold Zaschke. Vypracováním projektu na výstavbu vily byl pověřen vídeňský architekt Karl Ernstberger. První návrh předložil v dubnu 1928, Leopold Zaschke však nebyl spokojen. Karl Ernstberger tedy plán přepracoval ve smyslu navýšení podlahové plochy doplněním nárožních válcových arkýřů. Též změnil návrh střechy podle požadavku stavebního úřadu na zvlněnou skružovou. Stavebník však stále požadoval zvýšení ubytovací kapacity a chtěl objekt navýšit ještě o jedno patro. Architekt Ernstberger tedy vypracoval v červenci 1928 alternativní projekt na stavbu třípatrové vily, který však nebyl stavebním úřadem schválen. Stavba proběhla v letech 1928–1929 podle předchozího plánu. V únoru 1929 byla povolena ze zadní strany vily stavba terasy a též byla podle návrhu karlovarského stavitele Friedricha Seitze ze srpna 1928 upravena zahrada.
Vila s pronajímatelnými pokoji nebo celým patrem s kuchyní byla od roku 1939 v majetku Leopolda a Ottilie Zaschkeových. Po druhé světové válce byla znárodněna a stejně jako ve všech domech Křižíkovy ulice i zde postupně působily odbory nebo Československé státní lázně.

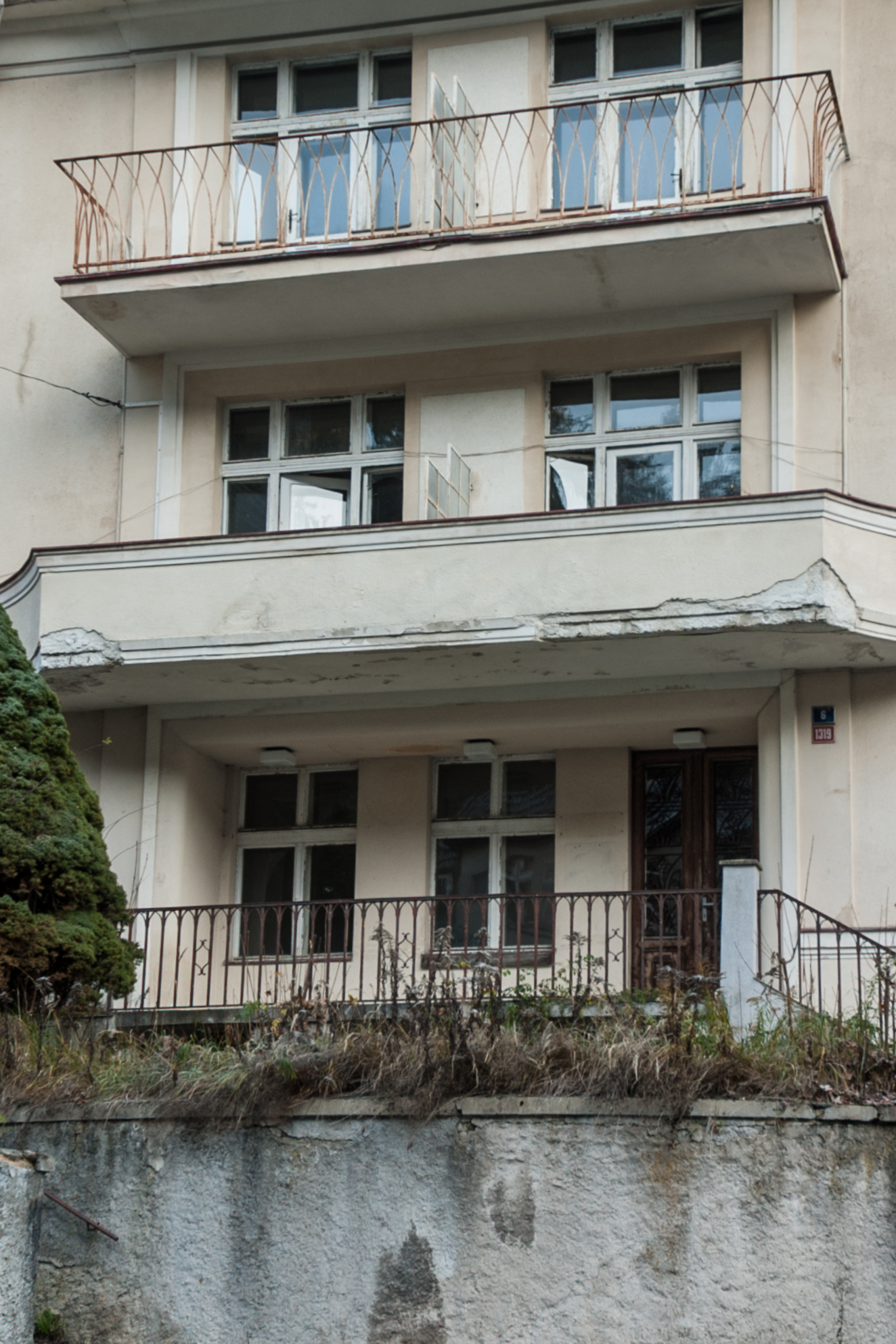
Detail uličního průčelí prázdné vily, listopad 2020

V období po sametové revoluci přešla vila do majetku státu. Evidována byla jako objekt občanské vybavenosti v majetku České republiky a příslušnost hospodařit s majetkem státu měly postupně Nemocnice Na Homolce, Fakultní nemocnice Bulovka a od 1. ledna 2021 pak příspěvková organizace Léčebné lázně Lázně Kynžvart. Poté byl již léta neobývaný objekt, čemuž odpovídal i jeho technický stav, prodán.
V současnosti (duben 2023) je vila evidována i nadále jako objekt občanské vybavenosti, ale ve vlastnictví nového majitele – SJM Volných.

## Popis
Vila se nachází ve čtvrti Westend v Křižíkově ulici 1319/6. Jedná se o dvoupatrovou stavbu se zvýšeným přízemím a obyvatelným podkrovím. Dispozice je typická pro lázeňskou vilu. Vycházela z možnosti pronajímat samostatné pokoje přístupné z chodby u schodiště, event. celé patro i s kuchyní. Obě patra i podkroví uličního průčelí jsou opatřeny balkony. Uliční nároží mají připojeny válcové arkýře, které jsou kuželově zastřešeny věžicemi.